# 陳儲秀
陳儲秀（1504年—1561年），字舜弼，號瑞山，福建泉州府南安縣人，明朝政治人物。

## 生平
辛卯福建鄉試第十四名舉人，嘉靖十一年（1532年）壬辰科第三甲第二百二十一名進士。授行人司行人，擢升云南道监察御史，改署河南道监察御史，出为东粤巡按。因遭严嵩排挤，迁任河南副使。又管理河道，因得罪上官去职归里。道光《晋江县志》有传。卒年五十八。

## 家族
曾祖陳英，祖陳恕，父陳樂，母賴氏；繼母蔡氏。
子孚衷（南海主簿）；啟衷（庠生）；憲衷（庠生）；效衷（鴻臚署丞）；愚衷（四川布政司照磨）；真衷（庠生）。